# Phyllachora sororcula
Phyllachora sororcula är en svampart som beskrevs av Speg. 1888. Phyllachora sororcula ingår i släktet Phyllachora och familjen Phyllachoraceae.   Inga underarter finns listade i Catalogue of Life.